# Beskickning
För andra betydelser, se Beskickning (olika betydelser).

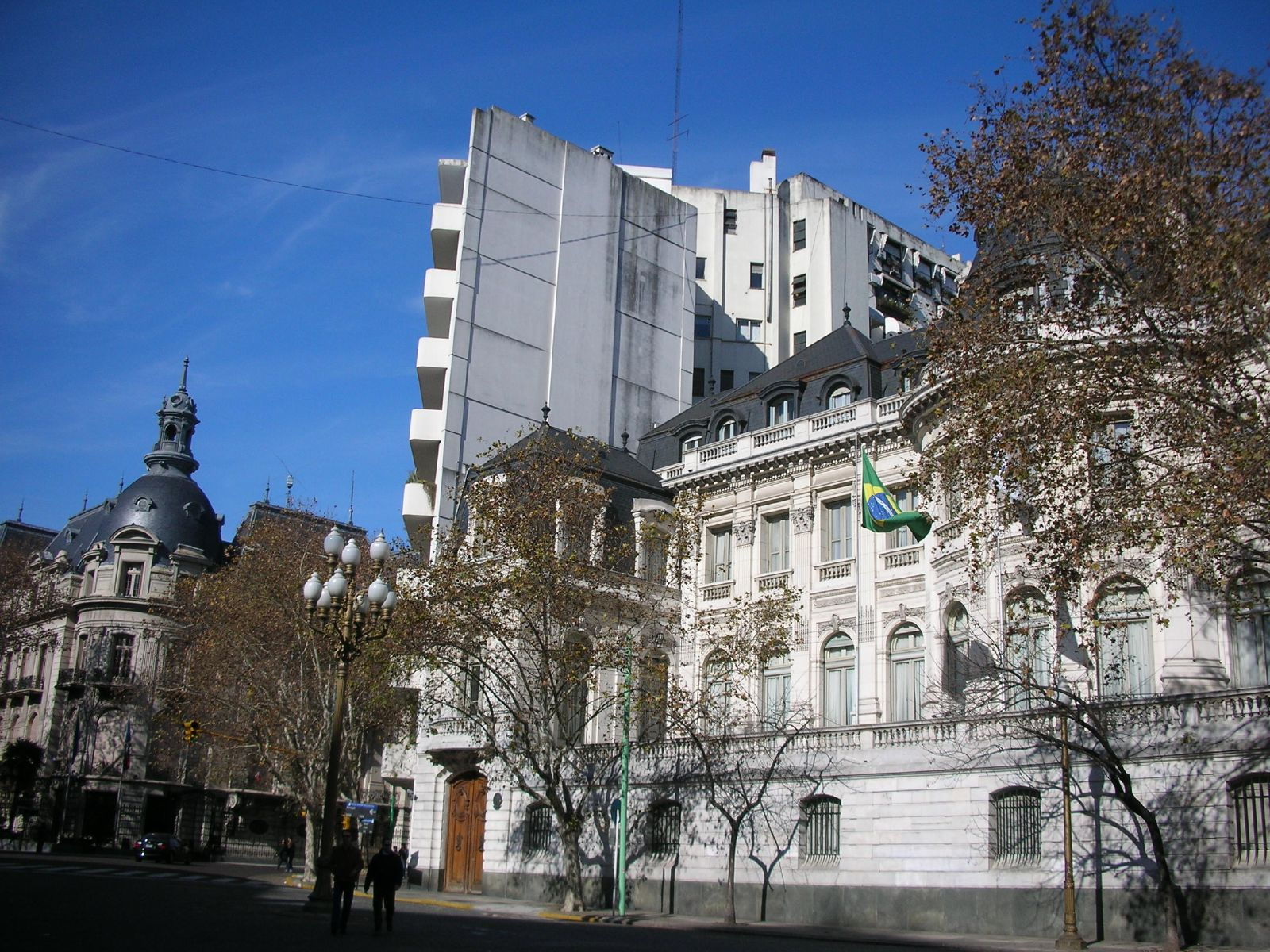
Frankrikes (vänster) och Brasiliens ambassader i Buenos Aires

Beskickning (i Sverige även utlandsmyndighet) är en suverän stats representation hos en annan suverän stat, bestående av ett eller flera sändebud och annan diplomatisk personal. Beskickning kan även betyda den lokal där sändebudet har sin ämbetsverksamhet.
Andra ofta använda benämningar är legation, mission och ambassad. "Gesantskap" är en föråldrad benämning på samma sak. Beskickningarnas huvudsakliga ändamål är att handhava de mellanfolkliga spörsmålen. Rätt att sända och mottaga beskickningar tillkommer endast suveräna stater, sålunda i förbundsstater centralregeringen, i statsförbund de särskilda staterna och i realunioner den gemensamma statsmakten.

## Klasser
I enlighet med de på Wienkongressen 1815 antagna och genom kongressen i Aachen 1818 ytterligare utvidgade bestämmelserna finns det fyra beskickningsklasser, nämligen:
- ambassadörer,
- envoyéer[3],
- ministerresidenter
- Chargé d’affaires
- Attaché

De två förstnämnda klasserna är de vanligast förekommande, och dessa jämte den tredje är personligen ackrediterade hos värdlandets statschef, den fjärde ackrediteras av värdlandets utrikesminister.
Påvens beskickning hos de katolska makterna kallas nuntie (fr. nonce apostolique). Efter avslutandet av Wienkonventionen år 1961 är de flesta beskickningar i praktiken ambassader. Ett särskilt slags beskickningar är generalkonsuler med diplomatisk karaktär (se Konsularjurisdiktion), som tidigare stundom förekom i vissa utomeuropeiska stater.

## Personal
Till en beskickning hör en alltefter dess betydenhet mer eller mindre omfattande personal, bestående av legationsråd, legationssekreterare, försvarsattachéer, militärattachéer, marinattachéer, flygattachéer och andra attachéer. Tidigare fanns också legationspredikanter, auditörer och dragomaner (hos Porten). Förutom dessa ordinarie förekommer särskilda beskickningar vid utomordentliga tillfällen, såsom för att lyckönska med anledning av en suveräns tronbestigning eller att delta i en hovfest av mer ovanligt slag.  Dylika beskickningar är dock i allmänhet endast av ceremoniell natur.

## Övrigt
Suveräna stater kan uppdra sin beskickning i ett land åt en annan, vänskaplig makts beskickning.
Sändebudet får vid avresan från sin stat ett kreditiv (fr. lettres de créance), d. v. s. ett rekommendationsbrev, som han överlämnar till det utrikesministerium, där han är ackrediterad, samt instruktioner, ostensibla eller hemliga, för egen del, vilka på förekommen anledning förnyas eller suppleras. Ibland händer, att den främmande regeringen på grund av sändebudets bakgrund vägrar att mottaga honom. För att undvika något dylikt gör den avsändande staten sig i allmänhet på förhand underrättad om att det blivande sändebudet är regeringen behaglig.
Sändebudet mottages i högtidlig audiens vid sin ankomst och för sina underhandlingar med den främmande staten antingen muntligt eller skriftligt. De muntliga underhandlingarna ha formen av audienser hos statschefen, i konstitutionella stater därvid alltid assisterad av utrikesministern, eller av konferenser med den senare, då antingen protokoll föres eller sändebudet däröver uppsätter en berättelse (fr. aperçu de conversation), vars riktighet sedermera erkännes av utrikesministern. Ett särskilt slag av muntliga förhandlingar är de under senare tid brukliga ministerkonferenser, där alla de i en viss fråga intresserade staternas sändebud deltaga.
De skriftliga underhandlingarna består antingen i till den främmande suveränen ställda memoarer eller i notväxlingar mellan vederbörande diplomater, varvid man skiljer mellan notes signées, notes verbales och notes confidentielles. När sändebudet återvänder, avlämnar han till suveränen sin hemkallningsorder (fr. lettre de rappel) och mottager ett skriftligt vittnesbörd från honom om sitt lojala uppträdande (fr. lettre de récréance), vanligen i förening med en orden. Vid krigsutbrott mellan sändebudets fädernesland och den stat, där han vistas, tillställes honom vanligen hans pass med befallning att inom viss tid lämna landet.
Bland beskickningarnas vanligaste privilegier är exterritorialrätten den viktigaste. Dessutom åtnjuter beskickningarna särskilt rättsskydd mot personliga förolämpningar samt frihet från personliga skatter och pålagor, i vissa länder även tullfrihet för sina förnödenheter, överallt åtnjuter de fri religionsutövning och vissa militära hedersbetygelser.
Beskickningarna var i äldre tider tillfälliga; ständiga beskickningar förekom först under 1400-talet, i Italien (Milanos beskickningar hos Republiken Genua och Florens, sedan 1446 och sedan 1455). I Sverige omtalas väl Dionysius Beurreus såsom ständig legat (legatus perpetuus) i London 1557-1561 och kallas Anders Lorichs i Johan III:s instruktion 1573 ständig legat i Polen, men det var först på grund av svenskholländska traktaten 5 april 1614, § 12, som Sverige kom att hålla någon ständig beskickning, nämligen hos Generalstaterna, som å sin sida förband sig att ha en ordinarie "ambassadeur" i Sverige. Men under 1600-talets lopp växte raskt antalet av de hov, där Sverige lät sig representera av ständiga beskickningar.
Enligt internationellt regelverk betecknas bland annat fordon tillhöriga en beskickning med CD, vilket står för den (franskspråkiga) diplomatiska benämningen Corps diplomatique. Konsulats motsvarigheter betecknas CC, för Corps consulaire.